# Mall
Mall (Længsel) er en sang fremført af den albanske rocksanger Eugent Bushpepa. Med sangen stillede han op i Festivali i Këngës 56 i december 2017. Med bidraget lykkedes han at vinde festivalen og bidraget kom dermed til at repræsentere Albanien i Eurovision Song Contest 2018 i Portugals hovedstad Lissabon.
Mall er både komponeret og skrevet af Bushpepa selv, som skrev sangen da han var bortrejst fra sin forlovede for at beskrive denne længsel efter hende han oplevede.